# 今日にさよなら
「今日にさよなら」（きょうにさよなら）は、1976年4月25日に発売された荒木一郎のシングル。

## 概要
A面「今日にさよなら」は、ラジオ番組『荒木一郎の今日にさよなら』のテーマ曲。
B面「西陽のあたる部屋」は、テレビドラマ『必殺仕業人』の挿入歌。歌詞は荒木自身によるものだが、曲は同番組の音楽を担当した平尾昌晃（作曲）・竜崎孝路（編曲）のコンビによるもの。同時期に西崎みどりによるバージョンも録音されているが、実際に使用されたのは荒木バージョンのみだった。なお、荒木バージョンと西崎バージョンは、歌詞とアレンジが異なっている。2020年現在、荒木のオリジナルアルバムには未収録。

## 収録曲
全作詞：荒木一郎
1. 今日にさよなら
  - 作曲：荒木一郎／編曲：神保正明
2. 西陽のあたる部屋
  - 作曲：平尾昌晃／編曲：竜崎孝路